# جردن گروزن
جردن گروزن (به انگلیسی: Jordan Gruzen)، (۱۹۳۴–۲۰۱۵) معمار آمریکایی بود. وی در جرزی سیتی در ایالت نیوجرسی زاده شد. پدرش بی سمنر گروزن نیز معمار بود. گروزن تحصیلات کارشناسی خود را از انستیتو فناوری ماساچوست (ام آی تی) در ۱۹۵۷ و کارشناسی ارشد دانشگاه پنسیلوانیا در ۱۹۶۱ در رشته معماری بانجام رسانید.
شرکت معماری وی مدتی با نام Gruzen Samton Architects LLP فعالیت می‌کرد. گروزن روی پروژه‌هایی در نیویورک سیتی کار کرده‌است. در سال ۱۹۶۲ به شرکت پدرش به نام کلی اند گروزن پیوست و در ۱۹۶۷ با پیوستن به پیتر سمتون نام شرکت به گروزن و شرکا تغییر یافت و پس از درگذشت پدرش گروه گروزن و سپس گروزن سمتون. در سال ۲۰۰۹ شرکت توسط گروه آی بی آی خریداری شد.

## گروزن در ایران
طراحی و اجرای شهرک اکباتان در ایران در سال ۱۹۶۷ با هدف تولید انبوه مسکن آغاز شد. طراح و بنیان‌گذار شهرک رحمان گلزار با همکاری شرکت آمریکایی گروزن و شرکا ساخت شرک را آغاز کردند.
طراحی ساختمان‌های گلستان در شهرک غرب نزدیک میدان صنعت کنونی نیز از آثار اوست. شهرک غرب در آغاز «شهرک فرحزاد» نامیده می‌شد. ساخت پروژه بر عهده شرکتی دیگر بنام Starrett بود که به انقلاب ۵۷ ایران خورد و تکمیل نشد. از گروزن آثاری در اصفهان نیز بر جای مانده‌است.